# Joachim Braun (Pfarrer)
Joachim Braun (* 13. Juni 1904 in Berlin; † 6. August 2003 in Mössingen-Öschingen) war ein evangelischer Pfarrer.

## Leben und Wirken
Joachim Braun wurde am 13. Juni 1904 in Berlin geboren. Ab 1923 studierte er evangelische Theologie, zunächst an der Kirchlichen Hochschule Bethel, anschließend an den Universitäten Tübingen und Berlin. 1930 legte er seine erste theologische Dienstprüfung ab, die zweite Dienstprüfung folgte 1933. Seine erste Pfarrstelle hatte er in Mecklenburg inne und zwar für die Dörfer Federow, Kargow und Speck. Seit 1932 war er Pfarrer in Berlin-Luisenstadt, von 1939 bis 1945 auch Militärstandortpfarrer in Berlin. Anfang 1945 wurde er als Standortpfarrer nach Tübingen versetzt. Nach dem Ende des Zweiten Weltkriegs war er kurze Zeit Studentenpfarrer in Tübingen. 1946 begann er seine Arbeit beim „Amt für Volksmission“ der Württembergischen Landeskirche. Diese später „Amt für Missionarische Dienste“ genannte Einrichtung leitete er von 1956 bis zum Eintritt in den Ruhestand 1971.
Joachim Braun wurde durch viele missionarische Vorträge, Predigten und Schriften weithin bekannt. Längere Zeit war er Mitglied der Landessynode der Württembergischen Landeskirche und gehörte zum Leitungskreis der „Ludwig-Hofacker-Vereinigung“. Er gehörte 1969 zu den Mitbegründern des „Albrecht-Bengel-Hauses“ in Tübingen, einem Studienhaus für evangelische Studierende. Braun starb am 6. August 2003 an seinem letzten Wohnort in Öschingen (Stadt Mössingen). Er wurde auf dem Bergfriedhof Tübingen begraben.
Eines seiner Kinder ist der Kirchenmusiker und Komponist Hans-Peter Braun.

## Schriften
- In der Reihe „Volksmissionarische Hefte“ (Brunnquell Verlag, Metzingen):  Nr. 2: Not um Reinheit, Liebe und Ehe (1949)  Nr. 3: Ich kann nicht mehr glauben (1952)  Nr. 6: Christus, der einzige Weg zu Gott (1952)  Nr. 7: Wegweiser zum lebendigen Glauben (1952)  Nr. 8: Hilfe auf dem Glaubensweg (1955)  Nr. 9: Sieghaftes Leben (1949)  Nr. 10: Ein Mensch begegnet dem Leben (1949)  Nr. 11: Eltern, Kinder und Gefahren (1957)  Nr. 12: Der Tod liegt hinter uns (1962)  Nr. 13: Angst vor morgen, muß das sein? (1962)  Nr. 14: Glaubwürdige Christen gesucht (1962)  Nr. 15: Die Herren der Welt und der Herr (1962)
- Menschen untereinander, Schlümbach-Verlag, Hirsau 1945.
- Christ der Retter ist da. Ein Krippenspiel aus der jungen Gemeinde für die Gemeinde, Furche-Verlag, Tübingen 1947.
- Aus Glaubensnot zur Glaubenskraft, Brunnquell Verlag, Metzingen 1949.
- Neue Menschen, neue Welt, Brunnquell Verlag, Metzingen 1949.
- Fragen, die uns bewegen. Eine kleine Christenlehre, zwei Hefte, Brunnquell Verlag, Metzingen 1950/1954.
- Ja oder Nein zum Leben, Brunnquell Verlag, Metzingen 1950.
- Unterscheidung der Geister. Eine praktische Hilfe für Christenmenschen zur Unterscheidung von Irrlehren, Schwarmgeisterei und echtem Glauben, Quell-Verlag, Stuttgart 1950.
- Wohin steuert die Weltgeschichte, Verlag Goldene Worte, Stuttgart-Sillenbuch 1950.
- Friede! Friede! Aber wie?, Brunnquell Verlag, Metzingen 1951.
- Das Gebet des Glaubens inmitten der Angst der Welt, Verlag Goldene Worte, Stuttgart-Sillenbuch 1951.
- Heilung zum Tode oder Heilung zum Leben, Brunnquell Verlag, Metzingen 1957.
- Krankheit, Gebet, Heilung. Eine notwendige Besinnung, Brunnquell Verlag, Metzingen 1957.
- Mit neuen Augen, zwei Hefte, Brunnquell Verlag, Metzingen 1965/1967.
- Um Bibel und Bekenntnis. Eine Besinnung über das Fundament der Christenheit, Schriftenmissions-Verlag, Gladbeck 1968.
- Brasilien, sehr persönlich erlebt, Brunnquell Verlag, Metzingen 1979, ISBN 3-7656-0229-9.
- Zwischen Trost und Tränen, Brunnquell Verlag, Metzingen 1983, ISBN 3-7656-0242-6.
- Er ist mir zu stark geworden, Brunnquell Verlag, Metzingen 1986, ISBN 3-7656-0261-2.
- Der Tod liegt hinter uns. Eine biblische Besinnung, Franz, Metzingen 1992, ISBN 3-7722-0276-4.
- Wirf die Predigt weg! Überraschungen Gottes in meinem Leben, 2. Auflage, Brunnen-Verlag, Gießen 1997, ISBN 3-7655-3545-1 (= Lebenserinnerungen).